# Blauer Eichen-Zipfelfalter
Der Blaue Eichen-Zipfelfalter (Favonius quercus, Syn.: Neozephyrus quercus, Quercusia quercus) ist ein Schmetterling (Tagfalter) aus der Familie der Bläulinge (Lycaenidae).

## Beschreibung
Die Flügelspannweite der Falter beträgt 20 bis 30 Millimeter. Oberseits sind die Flügel grauschwarz mit deutlicher dunkelblauer Beschuppung. Beim Männchen ist diese auch auf die Hinterflügel ausgedehnt, beim Weibchen tragen lediglich die Vorderflügeloberseiten einen deutlich abgestuften blauen Fleck an der Flügelbasis, der zum einen die Flügelzelle ausfüllt und unterhalb dieser bis ins Postdiskalfeld ragt. Auf der hellgrauen Flügelunterseite ist mindestens im Analwinkel ein oranger Fleck zu sehen, die Männchen tragen darüber einen orangen Fleck mit einem schwarzen Punkt darin. Favonius quercus kann höchstens mit anderen Zipfelfaltern verwechselt werden, die Unterschiede insbesondere der Flügeloberseite sind jedoch eindeutig und lassen einen ausschließlich fotografischen Nachweis zu.
Die Raupe hat einen rötlich braunen Körper mit dunkelbraunen Abzeichen.

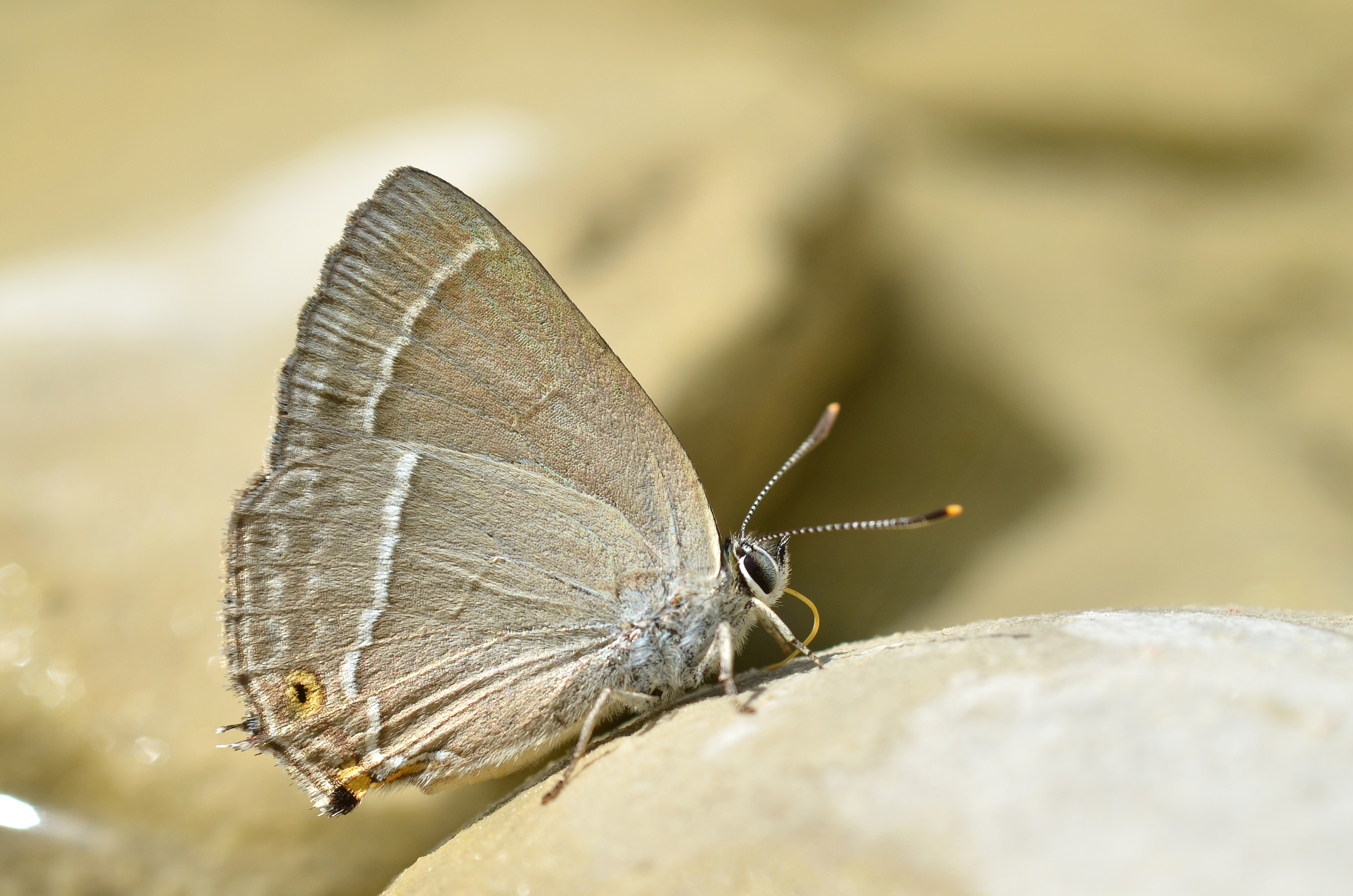
Flügelunterseite
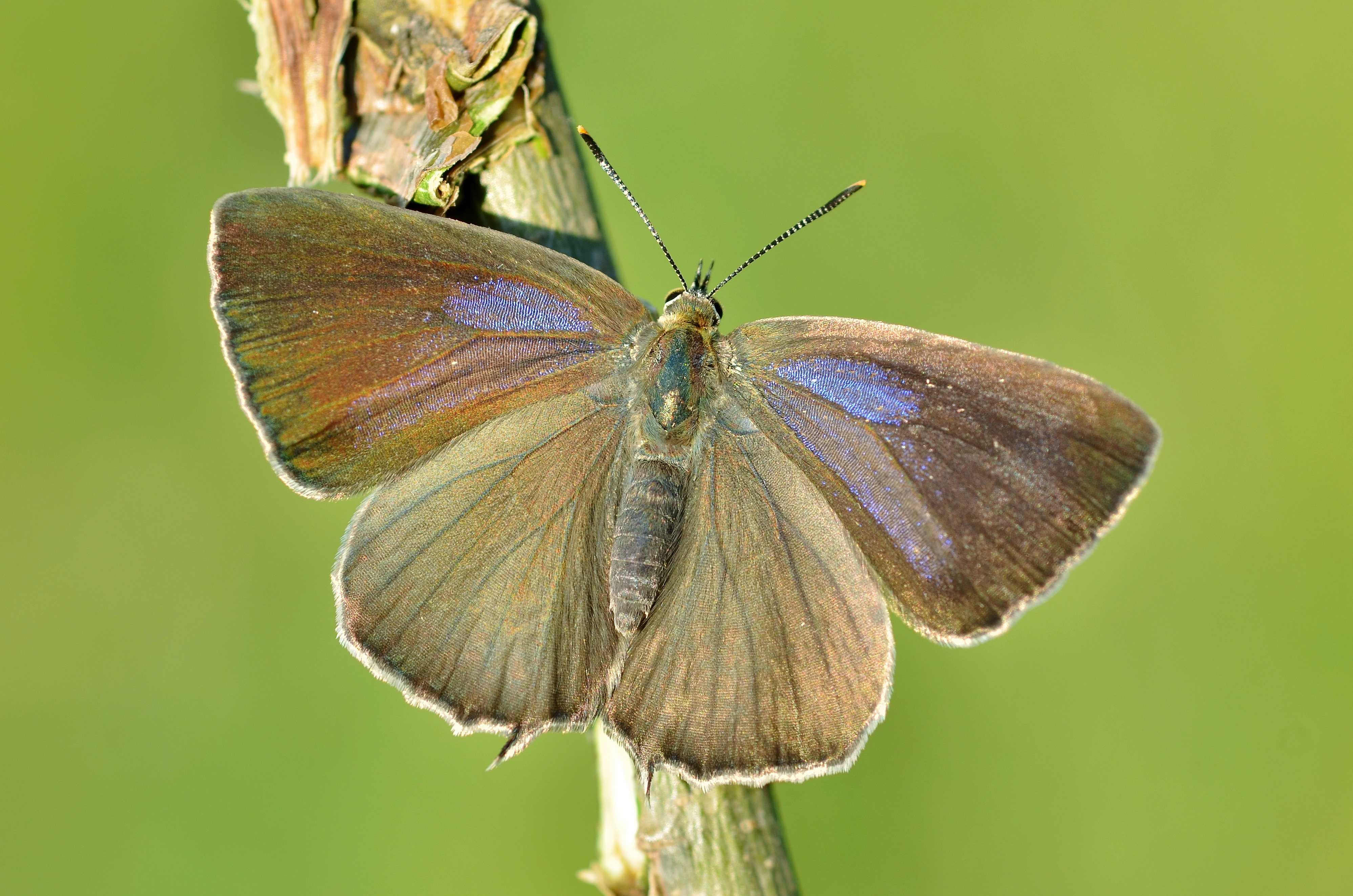
Weibchen
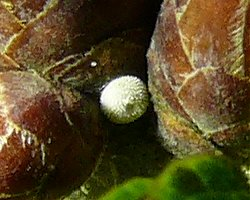
Ei an Eichenblütenknospen
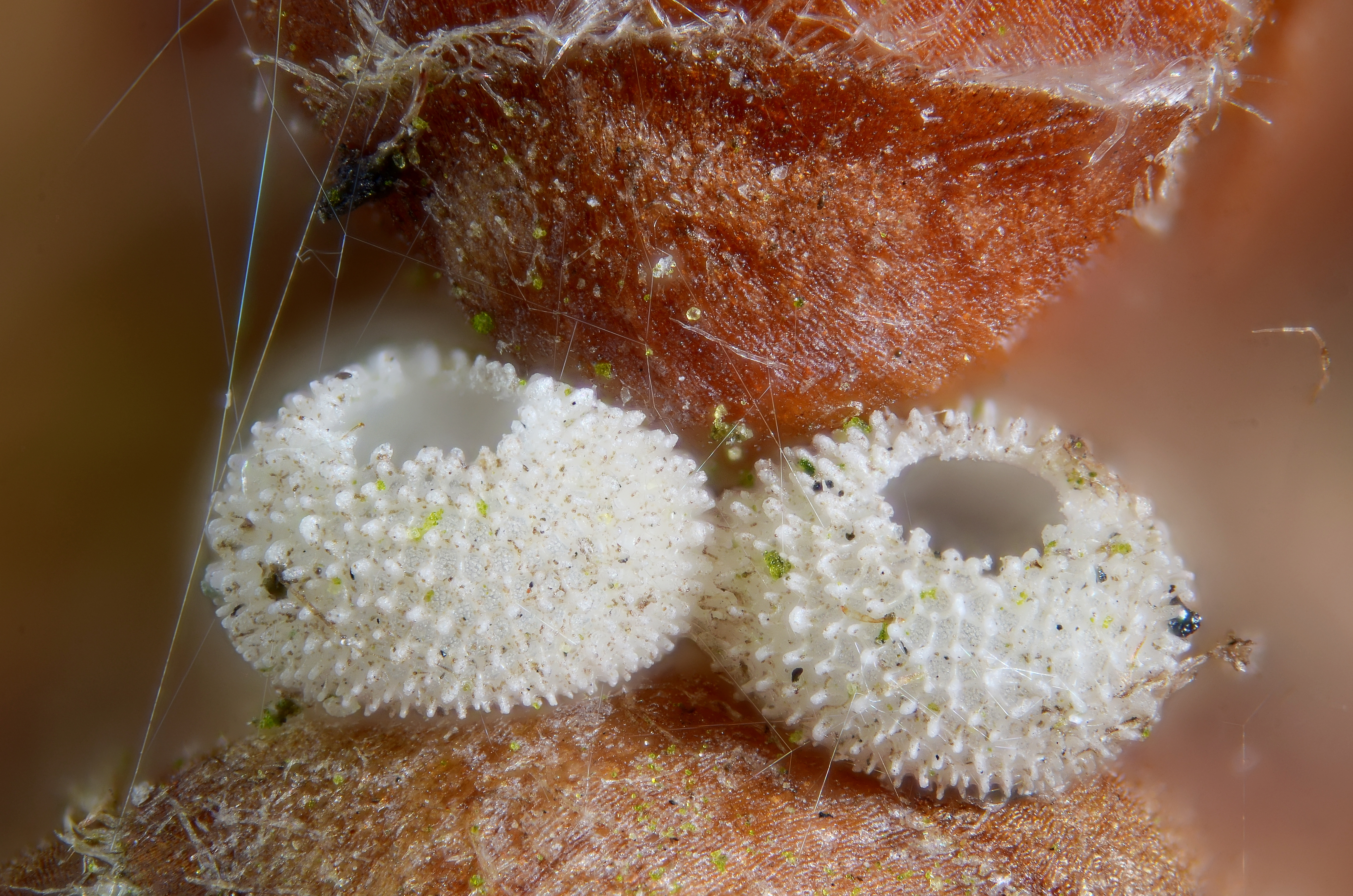
Eier in Großaufnahme
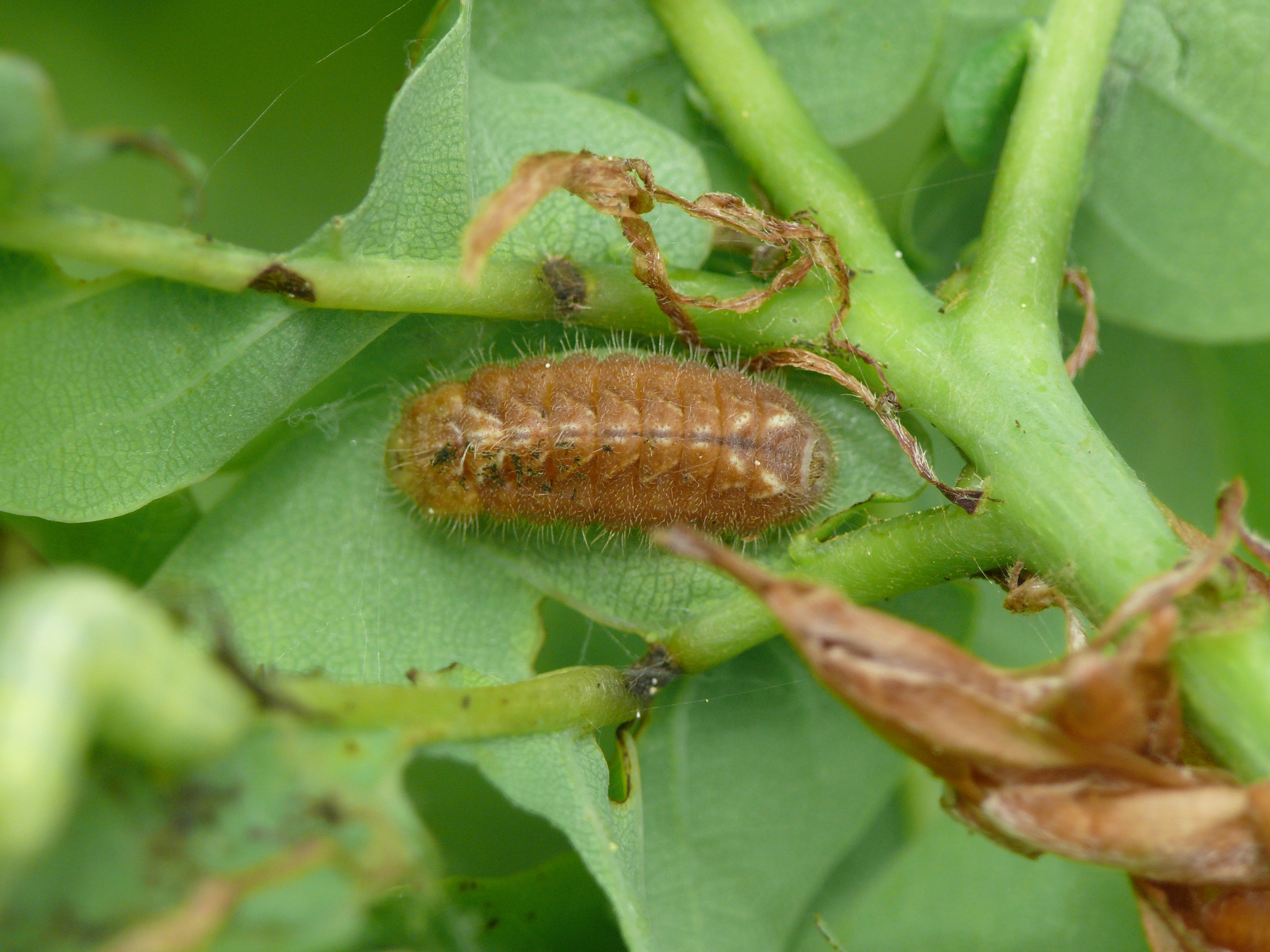
Raupe

## Flugzeit
Favonius quercus ist univoltin, d. h., er bringt nur eine Generation hervor, die von Ende Juni bis Ende August fliegt.

## Lebensraum
Besonnte, am besten windgeschützte Eichen in Eichenwäldern, Waldrändern oder weniger auf freier Flur.

## Lebensweise
Die Futterpflanze besteht aus Eichenarten (Quercus). Die Eier überwintern an den Blütenknospen. Die junge Raupe frisst zunächst die Blüten, die älteren Raupen später auch Blätter. Die Verpuppung erfolgt Anfang Juni. Die Falter saugen vor allem Honigtau, d. h. Ausscheidungen von Blattläusen. Die Männchen saugen bei größerer Hitze an Pfützen, selten besuchen die Falter Disteln und Doldenblütler. Meist halten sie sich in Baumkronen auf und sind daher schwer zu beobachten. Beobachtungen zufolge sollen die Falter am frühen Vormittag (10 bis 11 Uhr) in Bodennähe fliegen, um dann wieder aufzusteigen. Ebenso suchen sie bei großer Hitze Bodennähe auf.

## Verbreitung
Favonius quercus ist verbreitet von Nordafrika bis Südrussland. Nördlich kommt die Art bis ins südliche Fennoskandinavien vor. Stellenweise ist die Art stark gefährdet.